# District d'Ala-Buka
Le district d'Ala-Buka (en kirghize (langue) : Ала-Бука району) est un raion de la province de Jalal-Abad dans l'ouest du Kirghizistan. Son chef-lieu est le village d'Ala-Buka. Sa superficie est de 2 976 km2, et 87 460 personnes y résidaient en 2009.

## Communautés rurales et villages
Le district d'Ala-Buka est constitué de 41 villages ou hameaux, regroupés en 8 communautés rurales (aiyl okmotu), :
1. Ak-Korgon (villages Ak-Korgon (centre), Safed-Bulan, Padek et Bayastan)
2. Ak-Tam (villages Ak-Tam (centre), Japa-Saldy et Kyzyl-Ata)
3. Ala-Buka (villages Ala-Buka (centre), Dostuk, Sapalak et Sary-Talaa)
4. Kek-Serek (villages Tengi (centre), Ak-Taylak, Birlishken, Koshbolot, Sara-Kel et Teleke)
5. Örüktü (villages Örüktü (centre), Kenkol, Orto-Tokoy, Oruktu Say et Cholok Tuma )
6. Pervomay (villages Ayry-Tam (centre), Ak-Bashat, Alma-Bel', Jany-Shaar, Kara-Unkyur, Ajek et Sovet-Say)
7. Torogeldi Baltagul (villages Yzar (centre), Baymak, Kashkalak, Kelte, Kosh-Almurut et Kosh-Terek)
8. Kek-Tash (villages Bulak-Bashi (centre), Jalgyz-Oryuk, Kek-Tash, Kulpek-Say, Orto-Suu et Chong-Say)